# Milsper Straße 14
Das Wohnhaus Milsper Straße 14 ist eine denkmalgeschützte Villa im Ennepetaler Ortsteil Voerde. 

## Beschreibung

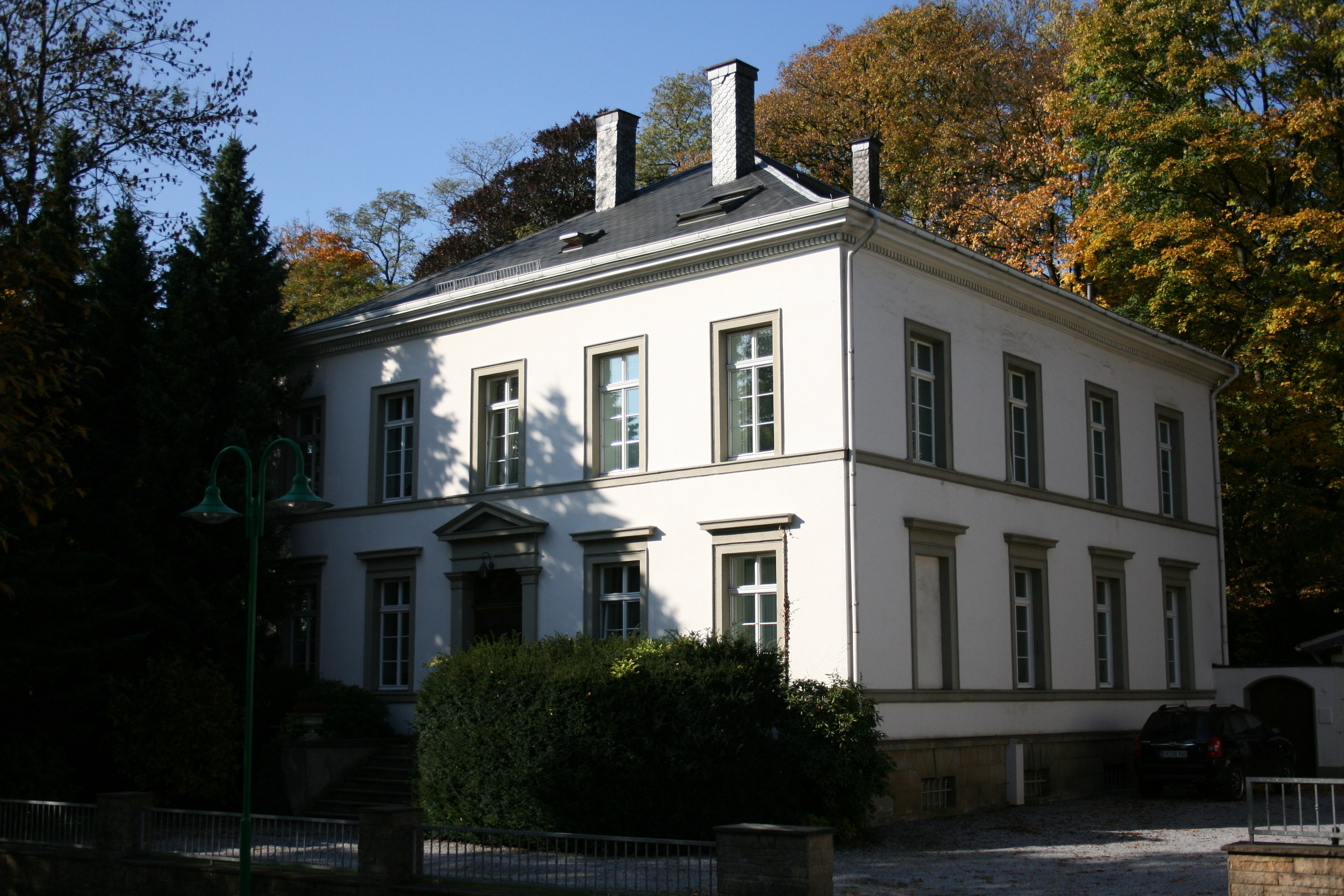
Milsper Straße 14

Das Gebäude wurde 1829 (nach anderen Angaben 1819) von Johann Daniel Spannagel im klassizistischen Stil errichtet und ist ein zweigeschossiger Putzbau mit streng symmetrischer Fassadengliederung. Oberhalb eines Gesims mit Zahnschnittfries befindet sich ein schiefergedecktes Walmdach.
Ein hohes Eingangsportal mit dreieckigem Giebeldach auf einer Kämpferplatte wird von seitlichen Pilastern mit Kapitellen gestützt. Der Bau besitzt fünf Fensterachsen in schlichten Rahmungen, die im Erdgeschoss mit Sturzgesims besitzen. Das zu dem Anwesen gehörende Badehaus ist ebenfalls denkmalgeschützt. Das Gebäude wurde 2014 im Innenbereich durch Freilegen der original Bodenbeläge und Wandgestaltungen restauriert. Seither werden die Gebäude gewerblich genutzt und an Privatpersonen vermietet. 